# وندو
وندو (به لاتین: Vandu) یک روستا در استونی است که در دهستان کادرینا واقع شده‌است.